# Barryton
Barryton – wieś w Stanach Zjednoczonych, w stanie Michigan, w hrabstwie Mecosta.